# 빌뉴스 공항

빌뉴스 공항(Vilnius Airport, 리투아니아어: Vilniaus oro uostas, IATA: VNO, ICAO: EYVI)은 리투아니아의 수도 빌뉴스의 국제 공항이다. 이 도시의 남쪽으로 5.9킬로미터 지점에 위치한다. 활주로 하나가 있으며 한 해 승객 수는 500만 명에 이른다. 빌뉴스 국제공항은 에어발틱, 라이언에어, 위즈 에어가 이용한다.